# Гавриленко Віктор Семенович
Гавриленко Віктор Семенович (1 грудня 1955, с. Шевченкове, Бердянський район, Запорізька область, Українська РСР, СРСР) — український вчений-біолог й еколог, фахівець у галузі заповідної справи, охорони навколишнього природного середовища. Кандидат біологічних наук (1987), старший науковий співробітник (1994). Директор Біосферного заповідника «Асканія-Нова» імені Ф. Е. Фальц-Фейна Української академії аграрних наук (з 1995).

## Життєпис
Народився 1 грудня 1955 у селі Шевченкове, Бердянського району, Запорізької області.
1978 — Закінчив Дніпропетровський державний університет за спеціальністю «Біологія».
1981 — Вступив до аспірантури при Дніпропетровському державному університеті. Захистив кандидатську дисертацію за спеціальністю «Екологія», тема дисертаційної роботи «Функціональна роль комахоїдних птахів в дібровних біогеоценозах заповідника „Кодри“ при взаємодії з консорцією дуба» (1987).

## Кар'єра
У 1978–1989 працював старшим науковим співробітником державного лісового заповідника «Кодри» (Молдова). Заступник директора з наукової роботи державного лісового заповідника «Кодри» (1989—1990).
З 1990 — директор Державного заповідника «Асканія-Нова», заступник директора Інституту тваринництва степових районів ім. М. Ф. Іванова «Асканія-Нова» з наукової роботи в заповідному комплексі. Директор Біосферного заповідника «Асканія-Нова» імені Ф. Е. Фальц-Фейна Української академії аграрних наук (з 1995).
Член Національної комісії з питань Червоної книги України (1991), Член Національного комітету ЮНЕСКО з програми «Людина та біосфера» (1998), Член Національної комісії у справах ЮНЕСКО (2012), Почесний професор Дніпропетровського (1997) та Херсонського (2005) державних аграрних університетів, Почесний доктор наук Херсонського державного університету (2017), Почесний доктор екології Інституту агроекології і природокористування НААН (2019).
Основні напрямки наукової діяльності Віктора Семеновича пов'язані з охороною і використанням територій та об'єктів природно-заповідного фонду, відтворення та збереження генетичного фонду живої природи, вирішенням екологічних та природоохоронних проблем, розвитком заповідної справи в Україні.

## Наукові праці
Є співавтором методичного посібника «Програми Літопису природи» для заповідників та національних парків України. Співавтор ряду законодавчих актів та нормативно-правових документів, спрямованих на врегулювання і вдосконалення відносин у галузі охорони, використання і відтворення природних ресурсів та природних комплексів, а також Державних цільових екологічних програм.
Автор 200 наукових праць, у тому числі 5-ти робіт монографічного характеру, 4-х практичних рекомендацій природоохоронного напрямку.
Головний редактор наукового журналу "Вісті Біосферного заповідника «Асканія-Нова».

## Нагороди
Лауреат премії академіка П. П. Ширшова, учасник ВДНГ СРСР (1983), Почесний працівник туризму України (2001), Заслужений природоохоронець України (2005), нагороджений орденами «За заслуги» ІІІ (1998) та II (2010) ступеня, Почесна грамота Кабінету міністрів України (2016)